# Миллер, Роберт (предприниматель)
Роберт Миллер (англ. Robert Miller; род. в июле 1943 года) — канадский бизнесмен, основавший Future Electronics в 1968 году, ставшей третьим по величине дистрибьютором электроники в мире.  

## Биография
Родился в июле 1943 года. Окончил университет Райдер  . Для оплаты колледжа работал в закусочной и в качестве диджея.
По данным Forbes, Миллер является сторонником Фонда продления жизни Alcor и исследований в области крионики и намерен воспользоваться криоконсервацией.
По данным Forbes, состояние Миллера на начало 2019 оценивается в $2,5 млрд.

## Личная жизнь
Миллер разведён, имеет двоих детей и живет в Монреале, Канада.